# Verwaltungsgemeinschaft Roßwein
Die Verwaltungsgemeinschaft Roßwein war eine Verwaltungsgemeinschaft im Freistaat Sachsen. Sie lag im Zentrum des Landkreises Mittelsachsen, zirka 30 km nordöstlich von Chemnitz, zirka 40 km nördlich von Freiberg, zirka 32 km südwestlich von Meißen und zirka 14 km südlich der Stadt Döbeln. Landschaftlich befand sich das Gemeinschaftsgebiet im Mittelsächsischen Hügelland im Tal der Freiberger Mulde und der Großen Striegis. Die A 4 verläuft südlich und die A 14 verläuft im nördlich des ehemaligen Verwaltungsgebietes. Die A 14 ist über den Anschluss Döbeln-Süd und die A 4 ist über den Anschluss Berbersdorf zu erreichen. Die Bahnstrecken Chemnitz–Döbeln bzw. Meißen–Döbeln führen durch das frühere Gemeinschaftsgebiet.
Die Verwaltungsgemeinschaft wurde am 26. November 1994 eingerichtet. Mit der Eingemeindung von Niederstriegis nach Roßwein wurde sie am 1. Januar 2013 aufgelöst.

## Mitgliedsgemeinden
In der Verwaltungsgemeinschaft hatten sich folgende Gemeinden zusammengeschlossen:
- Roßwein mit den Ortsteilen Roßwein, Gleisberg, Wetterwitz, Wettersdorf, Haßlau, Niederforst, Klinge, Ossig, Naußlitz, Seifersdorf, Ullrichsberg und Zweinig
- Niederstriegis mit den Ortsteilen Grunau, Hohenlauft, Littdorf, Mahlitzsch, Niederstriegis, Otzdorf und Zunschwitz